# Klaus von Dambrowski
Klaus von Dambrowski (* 16. Februar 1953 in Lengers) ist ein Konteradmiral außer Dienst der Deutschen Marine der Bundeswehr.

## Militärische Laufbahn

### Ausbildung und erste Verwendungen
Von Dambrowski trat 1972 in den Dienst der Bundeswehr und absolvierte die Regelausbildung als Berufsoffizier. Nach der Absolvierung der A-Lehrgänge Fernmeldung/Ortung studierte er vom Oktober bis zum Mai 1977 Pädagogik an der Hochschule der Bundeswehr Hamburg und schloss dies als Diplom-Pädagoge ab. Hiernach diente er von Mai 1978 bis September 1979 als Fernmeldeoffizier auf dem Zerstörer 4. Im Anschluss daran diente er vom Oktober 1979 bis zum September 1980 als Ausbildungsoffizier.
Nach der Absolvierung des B-Lehrganges Fernmeldung/Ortung übernahm von Dambrowski im Oktober 1980 den Posten eines Hörsaalleiters an der Marineschule Mürwik und diente dort bis zum September 1981.
Vom Oktober 1982 bis zum September 1986 diente er schließlich an Bord des Zerstörers Mölders als Ortungs- und Führungs- und Waffeneinsatzzentralen-Offizier. Darauf folgte eine Stabsverwendung als Fernmeldeoffizier (S6) im Stab des 1. Zerstörergeschwaders, wo von Dambrowski von 1986 bis zum September 1987 eingesetzt war.

### Dienst als Stabsoffizier
Vom Oktober 1987 bis zum September 1989 absolvierte von Dambrowski den 29. Admiralstabslehrgang an der Führungsakademie der Bundeswehr in Hamburg und wurde hiernach zum Korvettenkapitän befördert.
Nach dieser Ausbildung wurde von Dambrowski vom Oktober 1989 bis zum März 1991 als Erster Offizier an Bord des Zerstörers Schleswig-Holstein unter dem Kommando von Fregattenkapitän Wolfgang Jungmann eingesetzt. Im Anschluss daran wurde er nach Bonn versetzt, wo er vom April 1991 bis zum März 1994 im Bundesministerium der Verteidigung als Referent im Parlaments- und Kabinettsreferat eingesetzt war.
Von April 1994 bis zum März 1996 war von Dambrowski Kommandant der Fregatte Niedersachsen. Während dieser Zeit war er vom Oktober 1995 bis zum Juni 1996 Teil der Arbeitsgruppe „Streitkräfteeinsatz 2020“ im Amt für Studien und Übungen der Bundeswehr. Im Juli 1996 kehrte er zurück in das Bundesministerium der Verteidigung und übernahm dort den Posten eines Referenten für Operative Grundsatzfragen im Führungsstab der Marine (FüM III 2).
Im Juli 1998 wechselte er in die Militärpolitikstabsabteilung des Führungsstabes der Streitkräfte und diente hier bis Januar 2000 als Referent für Europäische Sicherheits- und Verteidigungspolitik (FüS III 4).
Im Februar 2000 wurde er nach Bremerhaven versetzt, wo er an der Marineoperationsschule bis zum März 2003 die LK-Ausbildung leitete. Zurück im Bonner Ministerium war er vom April 2003 bis zum Januar 2005 als Referatsleiter Konzeptionelle Grundsatzfragen und internationale Kooperation Marine im Führungsstab der Marine (FüM III 1) eingesetzt. Hiernach wurde er an den zweiten Dienstsitz des Ministeriums nach Berlin versetzt und diente hier vom Januar 2005 bis zum Juni 2006 als stellvertretender Stabsabteilungsleiter Planung im Führungsstab der Streitkräfte (FüS VI).

### Dienst als Admiral
Im Juni 2006 ging es zurück nach Bonn, wo er im Führungsstab der Marine die Stabsabteilung III (FüM III), zuständig für Konzeption, Planung und Führung, im Dienstgrad eines Flottillenadmirals unter dem Kommando des Chefs des Stabes, zunächst Konteradmiral Axel Schimpf und dann Hans-Jochen Witthauer, übernahm.
Am 29. September 2009 übernahm von Dambrowski in Ulm von Generalmajor Rainer Fiegle den Posten des stellvertretenden Befehlshabers und Chef des Stabes des Kommandos Operative Führung Eingreifkräfte unter dem Kommando von Wolf-Dieter Langheld und danach Markus Bentler. In dieser Verwendung wurde er zum Konteradmiral ernannt. Ende 2012 wechselte er als Chef des Stabes zum neugebildeten Marinekommando in Rostock. Zum 28. Februar 2015 wurde er in den Ruhestand versetzt.

## Privates
Von Dambrowski ist verheiratet und hat drei Söhne.